# Kotanlı, Bulanık
Kotanlı là một xã thuộc huyện Bulanık, tỉnh Muş, Thổ Nhĩ Kỳ. Dân số thời điểm năm 2011 là 730 người.